# Platysympus quadrangulatus
Platysympus quadrangulatus är en kräftdjursart som beskrevs av Gamo 1987. Platysympus quadrangulatus ingår i släktet Platysympus och familjen Lampropidae. Inga underarter finns listade i Catalogue of Life.